# Imiseba
Imiseba war ein hoher altägyptischer Beamter der Ramessidenzeit. Er ist vor allem von seinem dekorierten Grab in Lepidotonpolis (heute Nag el-Mescheich) bekannt.
Imiseba trug verschiedene Titel, die einerseits belegen, dass er am Königspalast seine Karriere startete und wahrscheinlich später Funktionen an Tempeln einnahm. Er war unter anderen wahrer Schreiber des Herrn der beiden Länder und Haupt der Archivare des Herrn der beiden Länder. Des Weiteren war er auch Oberdomänenverwalter in der Domäne des Chons und Oberdomänenverwalter des Chons.
Der Name seiner Gemahlin ist nicht überliefert. Vier Söhne sind namentlich bekannt. Es handelt sich um Nebneteru, der königlicher Schreiber und Domänenverwalter des Chons war;  Penmehit war Schreiber der Armee des Herrn der beiden Länder; Amenemope war Schreiber des Pharao, ein vierter Sohn ist nur mit seinem Namen, Kaemunu bekannt.
Sein Grab hat eine relativ kleine, aber voll mit Reliefs dekorierte Grabkapelle und sechs unterirdische Grabkammern. Die Grabkapelle zeigt Szenen aus der Unterwelt und Totenfeiern. Bemerkenswert und einmalig ist die Darstellung einer Geflügelfarm.